# Morpho pseudocacica
Morpho pseudocacica är en fjärilsart som beskrevs av Le Moult 1931. Morpho pseudocacica ingår i släktet Morpho och familjen praktfjärilar. Inga underarter finns listade i Catalogue of Life.